# Il gol sopra Berlino
Il gol sopra Berlino è stato un programma televisivo italiano di genere rotocalco sportivo, andato in onda in seconda serata (ore 23,15) su LA7 dal 9 giugno al 7 luglio 2006, ovvero nel periodo della fase finale dei Mondiali tedeschi del 2006.
Il programma, a cura di Emilio Piervincenzi e diretto da Darwin Pastorin, con la collaborazione di Oliviero Beha e Zbigniew Boniek, proponeva collegamenti in diretta da Duisburg, sede di Casa Azzurri in Germania, e con gli stadi dove giocava la Nazionale italiana di calcio nelle giornate dei match, gestiti dai giornalisti della redazione sportiva di LA7.
Sigla del programma era il brano musicale 99 Luftballons di Nena.